# Рареш Думітреску
Рареш Думітреску  (рум. Rareş Dumitrescu, 24 грудня 1983) — румунський фехтувальник, олімпійський медаліст.

## Виступи на Олімпіадах
| Олімпіада   | Дисципліна      | Місце |
| ----------- | --------------- | ----- |
| Пекін 2008  | шабля, особисті | 11    |
| Лондон 2012 | шабля, особисті | 4     |
| Лондон 2012 | шабля, командні | 2     |